# Doug Pederson
Doug Irvin Pederson (Bellingham, 31 gennaio 1968) è un ex giocatore di football americano e allenatore di football americano statunitense che svolge il ruolo di capo-allenatore nella National Football League (NFL). In precedenza aveva giocato nel ruolo di quarterback nella NFL.

## Carriera da giocatore
Pederson inizialmente firmò coi free agent coi Miami Dolphins nel 1991 dalla Northeast Louisiana University a Monroe, Louisiana. Debuttò in campo solo nel 1993 quando prese il posto dell'infortunato Scott Mitchell in una gara contro i Philadelphia Eagles il 14 novembre 1993, contribuendo alla vittoria numero 325 della carriera dell'allenatore Don Shula.
Nel 1995, Pederson fu scelto dai Carolina Panthers nell'Expansion Draft NFL 1995 ma fu svincolato prima dell'inizio della stagione. Nel periodo 1996-1998, Pederson fu la riserva di Brett Favre ai Green Bay Packers, con cui vinse il Super Bowl XXXI. Nel 1999 firmò coi Philadelphia Eagles per fungere da titolare temporaneo finché il quarterback rookie Donovan McNabb fosse stato pronto per prendere il suo posto. L'anno successivo, Pederson fu utilizzato nello stesso ruolo dai Cleveland Browns per il loro quarterback al secondo anno, Tim Couch. Nel 2001, Pederson tornò a Green Bay, con cui rimase nel ruolo di riserva fino al suo ritiro dopo la stagione 2004.

## Carriera da allenatore

### Philadelphia Eagles
Il 18 gennaio 2016, Pederson fu assunto come capo-allenatore dei Philadelphia Eagles. L'anno successivo guidò la squadra alla prima vittoria del Super Bowl della sua storia battendo i New England Patriots nel Super Bowl LII per 41-33. Fu licenziato dopo la stagione 2020.

### Jacksonville Jaguars
Nel 2022 Pederson venne assunto come capo-allenatore dei Jacksonville Jaguars. Alla sua prima stagione con la franchigia vinse con un record di 9-8 la AFC South division, qualificandosi ai playoff.
Nei 2 anni successivi non ebbe gli stessi risultati e venne licenziato dai Jaguars.

## Palmarès

### Giocatore
- Super Bowl : 1

Green Bay Packers: XXXI
- National Football Conference Championship: 2

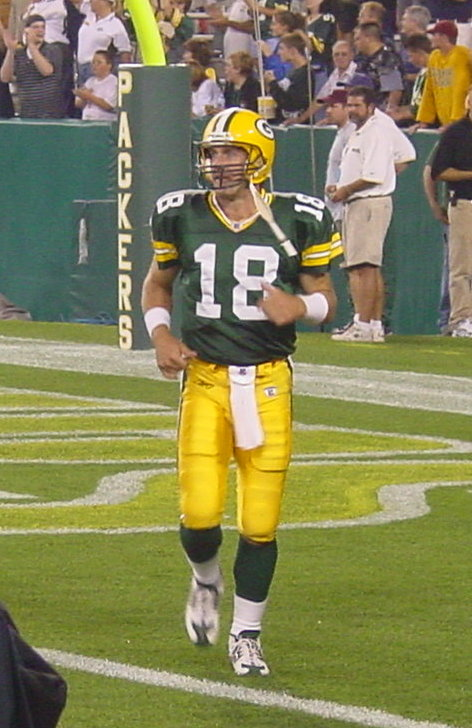
Pederson con i Packers nel 2003

Green Bay Packers: 1996, 1997

### Allenatore
- Super Bowl : 1

Philadelphia Eagles: LII
- NFC East Division: 2

2017, 2019
AFC South Division: 1
2022

## Record come capo-allenatore
| Squadra  | Anno     | Stagione regolare | Stagione regolare | Stagione regolare | Stagione regolare | Stagione regolare | Playoff | Playoff | Playoff                                                 |
| Squadra  | Anno     | Vinte             | Perse             | Pari              | %                 | Posizione         | Vinte   | Perse   | Risultato                                               |
| -------- | -------- | ----------------- | ----------------- | ----------------- | ----------------- | ----------------- | ------- | ------- | ------------------------------------------------------- |
| PHI      | 2016     | 7                 | 9                 | 0                 | .438              | 4° AFC East       | -       | -       | -                                                       |
| PHI      | 2017     | 13                | 3                 | 0                 | .813              | 1° AFC East       | 3       | 0       | Vinse il Super Bowl contro i New England Patriots       |
| PHI      | 2018     | 9                 | 7                 | 0                 | .563              | 2° AFC East       | 1       | 1       | Uscì al NFC Divisional Game contro i New Orleans Saints |
| PHI      | 2019     | 9                 | 7                 | 0                 | .563              | 1° AFC East       | 0       | 1       | Uscì al NFC Wild Card Game contro i Seattle Seahawks    |
| PHI      | 2020     | 4                 | 11                | 1                 | .281              | 4° AFC East       | -       | -       | -                                                       |
| PHI Tot. | PHI Tot. | 42                | 37                | 1                 | .531              |                   | 4       | 2       |                                                         |
| JAX      | 2022     | 9                 | 8                 | 0                 | .529              | 1° AFC South      | 1       | 1       | Uscì all'AFC Divisional Game con i Kansas City Chiefs   |
| JAX      | 2023     | 9                 | 8                 | 0                 | .529              | 2° AFC South      | -       | -       | -                                                       |
| JAX Tot. | JAX Tot. | 18                | 16                | 0                 | .529              |                   | 1       | 1       |                                                         |
| Totale   | Totale   | 60                | 53                | 1                 | .526              |                   | 5       | 3       |                                                         |

## Statistiche
| Yard passate  | 2.762 |
| Touchdown     | 12    |
| Intercetti    | 19    |
| Passer rating | 62,3  |